# Elezioni politiche suppletive in Francia del 1966
Le elezioni politiche suppletive francesi del 1966 sono le elezioni tenute in Francia nel corso del 1966 per eleggere deputati dell'assemblea nazionale dei collegi uninominali rimasti vacanti. 

## Risultati

### 9° collegio della Gironda
Le elezioni politiche suppletive nel 9° collegio della Gironda si sono tenute il 9 gennaio per eleggere un deputato per il seggio lasciato vacante da André Lathière (UNR), a seguito della sua morte il 5 ottobre 1965. Poiché Robert Boulin ha ottenuto la maggioranza dei voti al primo turno, non è stato necessario procedere al ballottaggio.
| Partito                            | Partito                            | Candidato                          | Risultati 9 gennaio 1966 | Risultati 9 gennaio 1966 |
| Partito                            | Partito                            | Candidato                          | Voti                     | %                        |
| ---------------------------------- | ---------------------------------- | ---------------------------------- | ------------------------ | ------------------------ |
|                                    | UNR                                | Robert Boulin                      | 18 645                   | 53,78                    |
|                                    | SFIO                               | Jean Jambon                        | 11 884                   | 34,28                    |
|                                    | PCF                                | André Gaillard                     | 3 539                    | 10,21                    |
|                                    | DIV                                | André Piganaux                     | 603                      | 1,74                     |
|                                    |                                    |                                    |                          |                          |
| Iscritti                           | Iscritti                           | Iscritti                           | 54 928                   | 100,00                   |
| ↳ Votanti (% su iscritti)          | ↳ Votanti (% su iscritti)          | ↳ Votanti (% su iscritti)          | 35 298                   | 64,26                    |
| ↳ Voti validi (% su votanti)       | ↳ Voti validi (% su votanti)       | ↳ Voti validi (% su votanti)       | 34 671                   | 98,22                    |
| ↳ Schede non valide (% su votanti) | ↳ Schede non valide (% su votanti) | ↳ Schede non valide (% su votanti) | 627                      | 1,78                     |
| ↳ Astenuti (% su iscritti)         | ↳ Astenuti (% su iscritti)         | ↳ Astenuti (% su iscritti)         | 19 630                   | 35,74                    |
|                                    |                                    |                                    |                          |                          |
|                                    | Esito: collegio confermato a UNR   |                                    |                          |                          |

## Riepilogo
| Data 1º turno | Ballottaggio   | Circoscrizione | Collegio | Parlamentare uscente | Partito | Parlamentare eletto | Partito |
| ------------- | -------------- | -------------- | -------- | -------------------- | ------- | ------------------- | ------- |
| 9 gennaio     | Non necessario | Gironda        | 9°       | André Lathière       | UNR     | Robert Boulin       | UNR     |